# 6692 Antonínholý
6692 Antonínholý è un asteroide della fascia principale. Scoperto nel 1985, presenta un'orbita caratterizzata da un semiasse maggiore pari a 2,5646186 UA e da un'eccentricità di 0,2468892, inclinata di 6,85939° rispetto all'eclittica.
L'asteroide è dedicato allo scienziato ceco Antonín Holý. 